# Canada aux Jeux olympiques d'été de 1968
L'équipe olympique du Canada participe aux Jeux olympiques d'été de 1968 à Mexico. Elle y remporte cinq médailles : une en or, trois en argent et une en bronze, se situant à la vingt-et-unième place des nations au tableau des médailles. Le rameur Roger Jackson est le porte-drapeau d'une délégation canadienne comptant 139 sportifs (111 hommes et 28 femmes).

## Engagés par sport

### Aviron
- Roger Jackson

### Équitation
- Zoltan Sztehlo